# Ptilinop de Fischer
El ptilinop de Fischer (Ramphiculus fischeri) és una espècie d'ocell de la família dels colúmbids (Columbidae) que habita els boscos de les muntanyes de Sulawesi.